# Leon Nordin
Leon Georg David Nordin, född den 17 juli 1930 i Åtvidaberg, död den 21 januari 2016 i Oscars församling, Stockholm, var en svensk reklamman. Under 1960- och 70-talen förnyade han som copywriter svensk reklam tillsammans med art directorn Alf Mork på byrån Arbmans. 

## Biografi
Leon Nordin växte upp på Södermalm i Stockholm. Han gick kemisk-teknisk linje och blev gymnasieingenjör. Han arbetade sedan på Statens Skogsindustriers forskningslaboratorium samtidigt som han studerade reklam på Institutet för högre reklam- och kommunikationsutbildning. Han anställdes 1955 på Arbmans.
Under 1960- och 70-talen förnyade Nordin som copywriter svensk reklam tillsammans med art directorn Mork. Duon Nordin/Mork fick sitt genombrott med den Guldäggsbelönade reklamen för Philishave 1965. Bland annat producerades de uppmärksammade kampanjer där Renault 4 lanserades som Skrytbilen. De beslutade sig för att imitera det grepp som Volkswagen och deras byrå DDB använt i USA några år tidigare – att lansera Renault 4 som ”antibil”. Genom att i annonserna utan omsvep fastställa att det var fråga om en liten, långsam, primitiv och ganska ful bil skrev Arbmans med kreatörerna Leon Nordin och Alf Mork i spetsen svensk reklamhistoria. Idén var att genom ärlighet vinna kundernas förtroende och sedan kunna framhålla de fördelar som faktiskt fanns och vända det som enligt gängse normer uppfattades som nackdelar till ytterligare argument för köp. 
Stor uppmärksamhet väckte en annons i Dagens Nyheter 13 oktober 1964 där Nordin proklamerade en önskan om att ta bort byråernas provisioner på köpt annonsutrymme och istället ta betalt för att ta fram reklamen, det kreativa tankearbetet. Det blev starten för uppdelning mellan annonsbyråer och reklambyråer. När Stig Arbman gick i pension 1966 tog Nordin över som företagets VD.  
År 2004 belönades han med Stora annonsörpriset, den svenska annonsörföreningens pris till en person som bidragit till annonsörernas möjlighet att bättre föra ut sitt budskap.
Leon Nordin var styrelseledamot i flera svenska bolag, bland dem Spendrups, Åke Larsson byggare, svenska McDonald’s och det skandalomsusade Fermenta. Tillsammans med sonen Peter Nordin övertog han 1986 ledningen av Restaurang Prinsen i Stockholm.
Leon Nordin är begravd på Skogskyrkogården i Stockholm.